# Dan Fogelberg
Daniel Grayling Fogelberg, mais conhecido como Dan Fogelberg, (Peoria, Illinois, 13 de agosto de 1951 –  16 de dezembro de 2007) foi um cantor, compositor e multi-instrumentista estadunidense.
A música de Dan era um misto de várias influências como jazz, clássica e pop. Lançou vários discos mas seu maior êxito foi Phoenix de 1979.
Em 2004, Fogelberg foi diagnosticado com  câncer de próstata em estado avançado. Logo foi submetido ao tratamento mas não consegui vencer a doença. Faleceu em 16 de dezembro de 2007 em sua casa no estado americano do Maine na companhia da esposa.

## Discografia
- Home Free (1972)
- Souvenirs (1974)
- Captured Angel (1975)
- Nether Lands (1977)
- Phoenix (1979)
- The Innocent Age (1981)
- Greatest Hits (Dan Fogelberg) (1982)
- Windows and Walls (1984)
- High Country Snows (1985)
- Exiles (1987)
- The Wild Places (1990)
- Dan Fogelberg Live: Greetings from the West (1991)
- River of Souls (1993)
- Love Songs (1995)
- Portrait ~ 4-CD Box Set Spanning 25 Years Of Music (1997)
- Promises (1997)
- Super Hits (1998)
- The First Christmas Morning (1999)
- Live: Something Old New Borrowed & Some Blues (2000)
- The Very Best of Dan Fogelberg (2001)
- The Essential Dan Fogelberg (2003)
- Full Circle (2003)
- Love in Time (2009)